# 买奴 (泰宁王)
买奴（？—1324年4月17日），元朝宗室。
元英宗至治三年（1323年），元英宗被铁失弑杀，买奴投奔也孙铁木儿王府，劝他清除逆党。也孙铁木儿即位为泰定帝，嘉赏其功，以泰宁县的五千户封他为泰宁王。不久至泰定元年三月己酉（1324年4月17日）去世，其子亦連真多兒加嗣位。《元史·诸王表》将他与益王买奴混淆。